# Гунчжулін
Гунчжулін (кит. спр. 公主岭市, піньїнь: Gōngzhŭlĭng Shì) — місто-повіт в східнокитайській провінції Цзілінь, складова міста Чанчунь.

## Географія
Гунчжулін лежить на річці Дунляо.

### Клімат
Місто знаходиться у зоні, котра характеризується вологим континентальним кліматом зі спекотним літом. Найтепліший місяць — липень із середньою температурою 23.5 °C (74.3 °F). Найхолодніший місяць — січень, із середньою температурою -14.8 °С (5.4 °F).
| Клімат Гунчжуліна       | Клімат Гунчжуліна | Клімат Гунчжуліна | Клімат Гунчжуліна | Клімат Гунчжуліна | Клімат Гунчжуліна | Клімат Гунчжуліна | Клімат Гунчжуліна | Клімат Гунчжуліна | Клімат Гунчжуліна | Клімат Гунчжуліна | Клімат Гунчжуліна | Клімат Гунчжуліна | Клімат Гунчжуліна |
| Показник                | Січ.              | Лют.              | Бер.              | Квіт.             | Трав.             | Черв.             | Лип.              | Серп.             | Вер.              | Жовт.             | Лист.             | Груд.             | Рік               |
| Середня температура, °C | −14,8             | −11,1             | −2,1              | 8                 | 15,7              | 20,8              | 23,5              | 22,1              | 15,8              | 7,7               | −2,8              | −11,3             | 6                 |
| Норма опадів, мм        | 3.5               | 5.1               | 10.9              | 27.8              | 48.7              | 87.4              | 177.8             | 126.2             | 54.5              | 32                | 11.3              | 5.2               | 590.4             |
| Днів з опадами          | 4,2               | 3,9               | 4,6               | 6,8               | 9,4               | 12,5              | 15,5              | 12,8              | 8,9               | 7,4               | 5,5               | 4,2               | 95,7              |
| Вологість повітря, %    | 66.5              | 61.5              | 53.1              | 50                | 51                | 64.7              | 78.2              | 79.1              | 69.3              | 62.3              | 64.9              | 65.9              | 63.9              |
| ----------------------- | ----------------- | ----------------- | ----------------- | ----------------- | ----------------- | ----------------- | ----------------- | ----------------- | ----------------- | ----------------- | ----------------- | ----------------- | ----------------- |
| Джерело: Weatherbase    |                   |                   |                   |                   |                   |                   |                   |                   |                   |                   |                   |                   |                   |